# アドリアティック (客船・2代)
アドリアティック（RMS Adriatic）は、1907年に就航したオーシャン・ライナーである。「アドリアティック」の名前を冠した客船としては2代目となる。ホワイト・スター・ライン所有。

## 概要
アドリアティックはホワイト・スター・ラインの20,000t級大型客船「ビッグ・フォー」の4隻目として建造され、1906年9月20日に進水。1907年4月25日に竣工した。姉妹船3隻はどれも当時世界最大の船として完成したが、アドリアティックが完成した頃には既にそれより大きな船としてドイツの客船(Kaiserin Auguste Victoria)が存在しており、アドリアティックだけは世界最大の船になったことはない。しかし、船内の設備にはこれまでにはなかった新しいものが取り入れられており、トルコ風呂や室内プールを船内に設置した客船はアドリアティックが最初である。
余談だが、アドリアティックが進水した1906年9月20日には、キュナード・ラインのモーリタニアも同じく進水している。

## 就航から引退まで
1907年5月8日にエドワード・スミス船長のもと、リヴァプール-ニューヨーク間で処女航海を行った。その後は開業したばかりのサウサンプトンとニューヨークを結ぶ航路に導入され、アドリアティックはホワイト・スター・ラインの船で初めてサウサンプトンに入港した船となった。

このとき新しく建設されたサウサンプトン港のドックは「ホワイト・スタードック(White Star Dock)」と名づけられた(なお、1922年にオーシャン・ドックと改名されている)。
1912年4月のタイタニック沈没事故の際は生存した乗客を乗せてイギリスに戻っている。この時の乗客の中にはホワイト・スターラインのイズメイ社長や、最後の生存者であったミルヴィナ・ディーンがいる。

その後、第一次世界大戦による徴用を挟み、1933年まで北大西洋航路で運航された。しかし1933年に北大西洋航路からは離脱し、その後はクルーズ客船として地中海を中心に航海を行った。
1934年12月19日に最後の航海として日本の広島県尾道市へ解体のため出航。翌年到着し現地にて解体された。